# Мішель Оклер
Міше́ль Окле́р (фр. Michel Auclair, справжні ім'я та прізвище — Влади́мир Ву́йович (сербохорв. Vladimir Vujović)); 14 вересня 1922, Кобленц, Веймарська республіка (зараз Німеччина) — 7 січня 1988, Сен-Поль-ан-Форе, Вар, Франція) — французький актор сербського походження.

## Біографія
Мішель Оклер (Владимир Вуйович) народився 14 вересня 1922 року в місті Кобленці у Веймарській республіці (сучасна Німеччина). Його батько, Віслав (Воїслав) Вуйович, був югославським адвокатом, секретарем Комуністичної Спілки молоді, опозиційної до Сталіна. Мати — француженка Шарлотта Каспар, біолог за професією і зовиця французького актора Жана Марша́. Коли Владимиру було три роки, сім'я переїхала до Парижа, де він спочатку навчався в медичній школі, потім у Паризькій консерваторії драматичного мистецтва, після закінчення якої в 1940 році вступив до трупи паризького театру l'Œuvre, де брав участь у виставах за п'єсами таких драматургів, як Поль Клодель, Альфред де Мюссе, Жан Кокто, Генрік Ібсен та ін. У 1947 році в театрі «Mathurins» взяв участь у виставі за першою п'єсою Жана-П'єра Омона «Китайський імператор» (фр. L'empereur de Chine).
У кіно Мішель Оклер дебютував у фільмі Жаклін Одрі «Нещастя Софі» (1946), а потім був запрошений у фільм Жана Кокто «Красуня і чудовисько» (1946), де зіграв Людовика. Незабаром Оклер став одним з акторів французького кіно післявоєнного періоду, що найбільше знімалися, граючи різнопланові ролі — від жорстокого гестапівця у фільмі Рене Клемана «Прокляті» (1947) до образів молодих людей романтичного складу. Знімівся у фільмах таких відомих французьких режисерів, як Ален Рене, Анрі-Жорж Клузо, Андре Каятт, Жульєн Дювів'є, Саша Гітрі, Бертран Таверньє, Андре Тешіне та інших.
У 1960-1970-і роки час від часу Оклер з'являвся в міжнародних проектах, зокрема разом з Фредом Астером і Одрі Хепберн знявся в музичній комедії режисера Стенлі Донена «Забавна мордочка».
З початку 1970-х років Мішель Оклер перейшов на другорядні ролі, виконуючи, головним чином, ролі поліцейських комісарів і ватажків мафії. Знімався в кіно- і телефільмах у Франції, Італії, Німеччині, Іспанії, Великій Британії, Алжирі, Кубі, США.
У 1980-і роки актор більше працював в театрі (наприклад, в «Тартюфі» Мольєра разом з Роже Планшоном) і на телебаченні.
У 1980 році знявся з Аленом Делоном в образі цинічного і жорстокого Лепранса, підручного головного лиходія трилера «Трьох треба прибрати». Наступного року він знову знявся з Делоном в детективі, який знімав сам Делон, «За шкуру поліцейського» в ролі поліцейського на пенсії. Останнім його кінофільмом став фільм 1988 року «Доказ кохання» (реж. Мігель Куртуа), який вийшов уже через два місяці після смерті актора.
Мішель Оклер помер 7 січня 1988 року на 66-му році життя від крововиливу в мозок.

## Фільмографія (вибіркова)
Ролі в кіно
- 1946 : Нещастя Софі / Les malheurs de Sophie — Поль д'Обер
- 1946 : Красуня і чудовисько / La belle et la bête — Людовик
- 1947 : Прокляті / Les maudits — Віллі Морус
- 1948 : Нескінченний конфлікт / Éternel conflit — Маріо
- 1949 : Манон / Manon — Робер Дегріє
- 1949 : Рай для пілотів, зниклих безвісти / Le paradis des pilotes perdus — Леонард Франсуа
- 1949 : Сінгоалла / Singoalla — Ерлан
- 1950 : Гість вівторка / L'invité du mardi — Моріс Віноз
- 1950 : Немає жінкам пощади / Pas de pitié pour les femmes — Мішель Данен, двійник Алана / Ален де Норбуа, зниклий багатій
- 1950 : Правосуддя відбулося / Justice est faite — Серж Кремер
- 1952 : Серед тисячі ліхтарів / Unter den tausend Laternen — Мішель Дюма
- 1952 : Дві істини / Le due verità — Лут Лорі
- 1952 : Свято Генрієтти / La fête à Henriette — Моріс / Марсель
- 1953 : Таємниці Версаля / Si Versailles m'était conté — Жак Дем'єн
- 1953 : Набережна блондинок / Quai des blondes — Жак Феннер
- 1954 : Зое / Zoé — Артур Делей
- 1954 : Піщаний патруль / La patrouille des sables — П'єр де Премон
- 1954 : Друге життя / Das zweite Leben — Жк Фронтенак
- 1955 : Андре Шеньє / Andrea Chénier — Андреа Шеньє
- 1956 : Рисове поле / La risaia — Маріо
- 1956 : Відтворення заборонене / Reproduction interdite — Жак Лакруа
- 1957 : Забавне личко / Funny Face — професор Емілі Флостр
- 1957 : Нестримна Катрін / L'irrésistible Catherine — Жорж Бартон
- 1957 : Фанатики / Les fanatiques — Франко Герон
- 1957 : Лиси з Парижу / Der Fuchs von Paris — Андре
- 1959 : Коханці завтрашнього дня / Les amants de demain — П'єр Монфор
- 1959 : Мегре і справа Сен-Фіакр / Maigret et l'affaire Saint-Fiacre — Моріс де Сен-фіакр
- 1960 : Дівчина на літо / Une fille pour l'été — Філіпп
- 1960 : Убивство на 45 обертах / Meurtre en 45 tours — Жан Ле Пра
- 1961 : Опівнічне побачення / Le rendez-vous de minuit — Жак
- 1962 : Виховання почуттів / Education sentimentale — Дідьє Арно
- 1963 : Симфонія для різанини / Symphonie pour un massacre — Клаве
- 1963 : Португальські канікули / Vacances portugaises — Мішель
- 1964 : Смерть, де твоя перемога? / Mort, où est ta victoire? — Жан Пелейзьє
- 1964 : Удача і любов / La chance et l'amour — Алан Лорр'є (новела «Вибухове везіння»)
- 1965 : Останній ранок Персі Шеллі (к/м) / Le dernier matin de Percy Shelley — оповідач, озвучування
- 1966 : Поїздка батька / Le voyage du père — друг Марії-Луїзи
- 1968 : Під знаком Монте-Крісто / Sous le signe de Monte-Cristo — Вільфор
- 1969 : Під знаком бика / Sous le signe du taureau — банкір Меньян
- 1970 : Божевільне серце / Le coeur fou — Серж Менесьє
- 1971 : Повторний шлюб / Les mariés de l'an deux — принц
- 1972 : Пауліна 1880 / Paulina 1880 — оповідач, озвучування
- 1973 : Грудень / Décembre — полковник де Сен-Меран
- 1973 : День Шакала / The Day of the Jackal — полковник Роллан
- 1973 : Про любовну історію / Story of a Love Story — Жорж
- 1974 : Чорний четвер / Les guichets du Louvre — мосьє Едмон
- 1975 : Спогади про Францію / Souvenirs d'en France — Ектор Педре
- 1975 : Сім смертей за рецептом / 7 morts sur ordonnance — доктор Маті
- 1976 : Слідчий Файяр на прізвисько «Шериф» / Le Juge Fayard dit Le Shériff — Симон Прадальді на прізвисько «Лікар»
- 1978 : Кохання під знаком питання / L' Amour en question — Філіпп Дюме
- 1979 : Порив сіроко / Le coup de sirocco — Люсьєн Бонер
- 1979 : Військовий лікар / Le toubib — шеф
- 1980 : Трьох потрібно прибрати / (3 hommes à abattre) — Лепранс
- 1981 : За шкуру поліцейського / Pour la peau d'un flic — Гейман
- 1982 : Тисяча мільярдів доларів / (Mille milliards de dollars) — Мішель Сен-Клод
- 1982 : Без чверті два до нашої ери / eux heures moins le quart avant Jésus-Christ — консул Деметріус
- 1982 : Енігма / Enigma — лікар
- 1982 : Прекрасна полонянка / La belle captive — голос Волтера (озвучування)
- 1983 : Сеньйор президент / El señor presidente — Президент
- 1984 : Вулиця варварів / Rue barbare — Жорж Шетман, батько Шет
- 1984 : Така моя воля / Le bon plaisir — Герберт
- 1988 : Доказ кохання / Preuve d'amour — Шарль Морен
- 1989 : Торквемада / Torquemada

Ролі на телебаченні
- 1958—1996 : За останні п'ять хвилин (серіал) / Les cinq dernières minutes — Фондьє
- 1964 : Кімната / La chambre — П'єр
- 1973 : Саломея / Salomé — Ірод
- 1974—1979 : Незвичайні історії (серіал) / Histoires insolites — Ме Терр'єр
- 1975 : Ціна / Le prix — Волтер
- 1976 : Комісар Мулен (серіал) / Commissaire Moulin — комісар Кірс
- 1980 : Лікар Тейран / Docteur Teyran — Аксель Тор
- 1982 : Гості / Les invités — Філіпп Дюбург
- 1983 : Любий друг (міні-серіал) / Bel ami — мосьє Вальтер
- 1984 : Христофор Колумб (міні-серіал) / Christopher Columbus — Луїс де Сантангель
- 1988 : Щури Монсуріса / Les rats de Montsouris — Годебер